# アースクエイクバード
『アースクエイクバード』（原題：Earthquake Bird）は、2019年制作のアメリカ合衆国のサスペンス映画。
2001年の英国推理作家協会賞の最優秀新人賞に輝いた、日本在住経験のあるスザンナ・ジョーンズ原作の同名小説の映画化で、日本が舞台となっており、撮影は東京と新潟県の佐渡島で行われた。リドリー・スコット製作総指揮。第32回東京国際映画祭に特別招待作品として出品されることが決定した。

## あらすじ
舞台は1980年代の東京。ある日、日本に住むイギリス人女性リリーが行方不明となり、数日後に東京湾で死体となって発見された。
彼女の友人であったルーシーに容疑がかけられるが、この2人は日本人カメラマン禎司（テイジ）をめぐって三角関係になっていた。

## キャスト
- ルーシー・フライ：アリシア・ヴィキャンデル（吹替：池澤春菜）

日本人の写真家と恋に落ちた外国人女性。　
- リリー・ブリッジズ：ライリー・キーオ
- 禎司：小林直己（三代目 J SOUL BROTHERS from EXILE TRIBE）
- ボブ：ジャック・ヒューストン（吹替：小森創介）
- なつこ：祐真キキ
- 山本：佐久間良子
- 加藤：岩瀬晶子
- 小口：山村憲之介
- 亀山：室山和廣
- ナイトクラブ歌手：クリスタル・ケイ
- その他の日本語吹き替え：許綾香、高宮彩織、葉山那奈、藤原夏海。

## スタッフ
演出：打越領一、翻訳：高橋有紀、調整：板垣良美、録音スタジオ：ACスタジオ、制作：ACクリエイト

## 関連作品

### 本
- 『アースクエイクバード』　―　2019年11月6日、早川書房（日本語）
- 『The Earthquake bird』　―　2019年11月14日、Pan books（英語）